# Aggiornamento
Das Aggiornamento (ad͡:ʒɔrna′mɛnto; italienisch: giorno – der Tag; auf den Tag bringen, in etwa also: Anpassung an heutige Verhältnisse) ist eine von Papst Johannes XXIII. eingeführte Bezeichnung für die notwendige Öffnung der katholischen Kirche (besonders ihrer Liturgie und ihrer äußeren Erscheinung), um ihr den Dienst in der modernen Welt besser zu ermöglichen. Es wurde als Leitmotiv zur Einberufung des Zweiten Vatikanischen Konzils interpretiert, das von 1962 bis 1965 tagte.

## Begriff und Bedeutung
Der Begriff wurde zunächst nur allgemein gebraucht, etwa wenn vom „Aggiornamento“ des kanonischen Kirchenrechts („Überarbeitung“) die Rede war. Der spätere Papst Johannes XXIII. benutzte 1957 – damals noch als Kardinal Roncalli – bei einer Provinzialsynode von Venedig die Bezeichnung neu: „Hört ihr oft das Wort ‚aggiornamento‘? Seht da unsere heilige Kirche, immer jugendlich und bereit, dem verschiedenen Verlauf der Lebensumstände zu folgen mit dem Zweck, anzupassen, zu korrigieren, zu verbessern, anzuspornen.“
Die Konzilspäpste traten jedoch schon alsbald der Auffassung entgegen, dass der gegenwärtige Zeithorizont zum Kriterium der katholischen Identität werden müsse. So warnte Johannes XXIII. am 9. September 1962 vor einer Missdeutung des Aggiornamento, „das nur das Leben versüßen oder der Natur schmeicheln will“. Die Parole vom „Aggiornamento“ verselbstständigte sich dennoch. Als dann 1968 in der Diskussion um die Enzyklika  Humanae Vitae einerseits und die Liturgiereform (1965–1975) andererseits zutagetrat, dass Rom weiterhin vom „petrinischen Prinzip“ Gebrauch machen werde, also die päpstliche Autorität nicht preisgab, motivierte dies viele Liberale (namentlich Hans Küng) zu öffentlichem Widerspruch. Umgekehrt kam es von traditionalistischen Strömungen aus zu verstärkter Opposition, letztlich zum Konflikt mit Papst Paul VI. und zum Bruch mit der römisch-katholischen Kirche (lefebvrianische Weihen 1976, Exkommunikation Erzbischof Lefebvres 1988).
Im Wesentlichen wurde die im Aggiornamento der 1960er Jahre eingeschlagene Linie aber weiterverfolgt und brachte dem Pontifikat des Papstes Johannes Paul II. universalen Respekt und weltweite Bewunderung gerade auch in der jungen Generation ein. Das Problem besteht darin, dass der Katholizismus eine notwendige Intransigenz, also Kompromisslosigkeit, damit verbinden muss, dass der kirchliche Auftrag im jeweiligen zeitgeschichtlichen Umfeld überhaupt „ankommt“. Die mühsame Abgrenzung des Unveränderlichen vom Veränderlichen ist der Kern des päpstlich-bischöflichen Lehramts durch die Jahrhunderte. 
Daher sind fast sämtliche päpstliche Lehräußerungen dadurch gekennzeichnet, dass sie, während sie manches ablehnen, zugleich Zugeständnisse machen. Werden Reformen vorgenommen, so wird zugleich auch stets die Kontinuität betont.
Eine bemerkenswerte Übersetzung und Interpretation des „Aggiornamento“ gab der katholische Priester Alfons Beil (1896–1997) in seinen Erinnerungen Aus meinem Leben: Erfahrungen, Zeugnisse und Fragen (Heidelberg, 1989), Kapitel 1.6. „Das Konzil und die Zeit danach“ (S. 29), wo es unter anderem heißt: „Am 11. Oktober 1962 eröffnete Johannes XXIII. also das Zweite Vatikanische Konzil. […] Das Konzil wurde fürwahr, wie Johannes es erhofft hatte, zu einem neuen Pfingsten; es wurde ein Fenster geöffnet, durch das frische Luft in den Raum der Kirche strömte. Es kam zum ‚aggiornamento‘, wie der Papst sich ausdrückte, das heißt wörtlich: Zum ‚auf-den-heutigen-Stand-bringen‘ der Kirche. Das bedeutet aber nicht etwa Anpassung der Kirche an die Welt im Gegensatz zum Apostel in Röm 12,2 wie Leute es hinstellen möchten, denen ‚die ganze Richtung nicht passt‘, sondern Erneuerung der Kirche von ihrem Ursprung her, aber bei aufmerksamem Achten auf die Gotteszeichen der Zeit.“
Joseph Ratzinger (der spätere Papst Benedikt XVI.) warnte 1968 in seinem Buch Einführung in das Christentum vor einer allzu einfachen Sicht des Aggiornamento. Es sei wahr, dass oftmals der, der den Glauben verkünden wolle, sich vorkomme wie jemand, der aus einem antiken Sarkophag entstiegen sei, in Tracht und Denken der Antike mitten in der heutigen Welt. „Die Grundparadoxie, die im Glauben an sich schon liegt, ist noch dadurch vertieft, dass Glaube im Gewand des Damaligen auftritt, ja, geradezu das Damalige, die Lebens- und Existenzform von damals, zu sein scheint. Alle Verheutigungen, ob sie sich nun intellektuell-akademisch ‚Entmythologisierung‘ oder kirchlich-pragmatisch ‚Aggiornamento‘ nennen, ändern das nicht, im Gegenteil: diese Bemühungen verstärken den Verdacht, hier werde krampfhaft als heutig ausgegeben, was in Wirklichkeit doch eben das Damalige ist.“